# Carlisle Island
Carlisle Island är en ö i Australien. Den ligger i delstaten Queensland, omkring 830 kilometer nordväst om delstatshuvudstaden Brisbane. Arean är 5,9 kvadratkilometer. Den sträcker sig 3,2 kilometer i nord-sydlig riktning, och 2,9 kilometer i öst-västlig riktning.
Savannklimat råder i trakten. Genomsnittlig årsnederbörd är 1 585 millimeter. Den regnigaste månaden är mars, med i genomsnitt 413 mm nederbörd, och den torraste är september, med 12 mm nederbörd.